# Società Sportiva Lazio Nuoto 2014-2015

## Rosa
| N° |                        | Ruolo | Giocatore          |
| -- | ---------------------- | ----- | ------------------ |
|    | Italia (bandiera)      | P     | Lorenzo Vespa      |
|    | Italia (bandiera)      | P     | Vincenzo Correggia |
|    | Italia (bandiera)      | D     | Giacomo Gianni     |
|    | Stati Uniti (bandiera) | D     | Joshua Samuels     |
|    | Italia (bandiera)      | D     | Alessandro Mele    |
|    | Italia (bandiera)      | D     | Ludovico Sacco     |
|    | Italia (bandiera)      | A     | Federico Colosimo  |
|    | Italia (bandiera)      | A     | Luca Di Rocco      |
|    | Italia (bandiera)      | A     | Raffaele Maddaluno |

| N° |                   | Ruolo | Giocatore             |
| -- | ----------------- | ----- | --------------------- |
|    | Italia (bandiera) | A     | Antonio Vittorioso    |
|    | Italia (bandiera) | A     | Alessandro Vitale     |
|    | Italia (bandiera) | A     | Giorgio Ambrosini     |
|    | Italia (bandiera) | A     | Emanuele Di Giulio    |
|    | Italia (bandiera) | A     | Roberto Africano      |
|    | Italia (bandiera) | CB    | Alessandro Calcaterra |
|    | Italia (bandiera) | CB    | Matteo Leporale       |
|    | Italia (bandiera) | CB    | Giacomo Cannella      |

| Allenatore: | Pierluigi Formiconi |

## Risultati

### Serie A1

#### Girone di andata
| Arbitri: | Gianluca Centineo Massimo Filippo Gomez |

| |           |                                                       |
| Rizzo: 4 Napolitano, C. Presciutti: 3 Bodegas: 2 Bruni, D. Fiorentini, Guerrato, Molina, Nora, F. Pagani: 1 | Marcatori | 2: Samuels 1: Colosimo, Gianni, Maddaluno, Vittorioso |

| Arbitri: | Marco Piano Giuseppe Fusco |

|                                                                                 |           |                                                         |
| Samuels: 4 Colosimo, Vittorioso: 2 A. Calcaterra, Di Rocco, Gianni, Leporale: 1 | Marcatori | 5: Radović 3: Mandolini, RenzutI. o 1: Foglio, Klikovac |

| Arbitri: | Massimo Savarese Cristina Taccini |

|                                                                               |           |                                                                          |
| Petković: 4 S. Luongo: 3 Astarita: 2 M. Gitto, Paškvalin, Pérez, ScottG. i: 1 | Marcatori | 3: Maddaluno, Vittorioso 2: Di Rocco 1: Africano, A. Calcaterra, Samuels |

| Arbitri: | Giovanni Lo Dico Alberto Rovida |

|                                                               |           |                                                         |
| Samuels: 3 Vittorioso: 2 A. Calcaterra, Cannella, Di Rocco: 1 | Marcatori | 3: Jelača 2: Gaffuri 1: Foti, Krizman, Milaković, Susak |

| Arbitri: | Leonardo Ceccarelli Francesco Romolini |

|                                                                                            |           |                                              |
| Figari: 4 Figlioli, Fondelli, A. Ivović: 3 F. Di Fulvio, Prlainović: 2 Felugo, Giacoppo: 1 | Marcatori | 2: Vittorioso 1: Gianni, Leporale, Maddaluno |

| Arbitri: | Fabio Brasiliano Antonio Pascucci |

|                                                                           |           |                                   |
| Leporale, Samuels, Vittorioso: 2 Africano, Di Rocco, Gianni, Maddaluno: 1 | Marcatori | 2: Coppoli, Tan 1: Gobbi, Panerai |

| Arbitri: | Massimiliano Caputi Alberto Rovida |

|                                                                      |           |                                                                                         |
| Banovac, Pappacena: 2 Cuccovillo, Cusmano, Parisi, Reynolds, Rigo: 1 | Marcatori | 2: A. Calcaterra, Samuels, Vittorioso 1: Africano, Cannella, Di Rocco, Gianni, Leporale |

| Arbitri: | Daniele Bianco Luca Castagnola |

|                                           |           |                                                                |
| Cannella, Gianni: 3 Di Rocco, Leporale: 1 | Marcatori | 2: M. Luongo, Steardo 1: Binchi, Bini, Đ. Filipović, B. Ivović |

| Arbitri: | Gianluca Centineo Raffaele Colombo |

| |           |                                                            |
| Vittorioso: 4 A. Calcaterra, Di Rocco: 2 Africano, Cannella, Gianni, Leporale, Maddaluno, Samuels: 1 | Marcatori | 3: Deserti 2: Guidaldi 1: De Trane, Loomis, Monari, Ravina |

| Arbitri: | Marco Piano Stefano Pinato |

|                                                     |           |                                                 |
| G. Mattiello: 3 Esposito, Migliaccio: 2 Borrelli: 1 | Marcatori | 3: Cannella, Vittorioso 2: Samuels 1: Maddaluno |

| Arbitri: | Giuseppe Fusco Massimo Filippo Gomez |

|                                                                                    |           |                                                                       |
| A. Calcaterra, Samuels: 3 Vittorioso: 2 Cannella, Colosimo, Leporale, Maddaluno: 1 | Marcatori | 4 G. Fiorentini 3: Tomašić 2: L. Bianco, Damonte 1: Alesiani, Pesenti |

#### Girone di ritorno
| Arbitri: | Antonio Pascucci Massimo Calabrò |

|                                                |           | |
| Vittorioso: 4 Leporale, Samuels: 2 Di Rocco: 1 | Marcatori | 2: D. Fiorentini, Molina, Napolitano, N. Presciutti 1: Bodegas, Bruni, Giorgi, Nora, F. Pagani, C. Presciutti, Rizzo |

| Arbitri: | Fabio Collantoni Raffaele Colombo |

|                                                          |           |                                              |
| Radović: 6 Bertoli, Dolce, Gallo, RenzutI. o, Saccoia: 1 | Marcatori | 1: A. Calcaterra, Leporale, Mele, Vittorioso |

| Arbitri: | Fabio Brasiliano Alberto Rovida |

|                                                                                           |           |                                                                                              |
| Cannella, Vittorioso: 3 Di Rocco, Gianni: 2 Africano, A. Calcaterra, Colosimo, Samuels: 1 | Marcatori | 3: M. Gitto, S. Luongo, Paškvalin, Petković 2: Marziali, Rossi 1: Astarita, Ferrone, Lanzoni |

| Arbitri: | Luca Bianco Stefano Pinato |

|                                              |           |                                       |
| Foti, Milaković, Susak: 2 Cesini, Gaffuri: 1 | Marcatori | 3: Cannella, Samuels 1: A. Calcaterra |

| Arbitri: | Antonio Pascucci Alessandro Sgarra |

|                                                                          |           |                                                                                   |
| Vittorioso: 3 A. Calcaterra, Cannella, Leporale: 2 Maddaluno, Samuels: 1 | Marcatori | 5: F. Di Fulvio 4: Felugo, Figlioli 2: Aicardi 1: Giorgetti, N. Gitto, Prlainović |

| Arbitri: | Luca Castagnola Massimo Savarese |

|                                         |           |                                                                                    |
| Gambacorta, Gobbi: 4 Coppoli: 2 Dani: 1 | Marcatori | 5: Samuels 4: A. Calcaterra 2: Colosimo, Vittorioso 1: Gianni, Leporale, Maddaluno |

| Arbitri: | Daniele Bianco Massimo Filippo Gomez |

|                                                             |           |                                                                     |
| Samuels, Vittorioso: 3 Africano, A. Calcaterra, Leporale: 1 | Marcatori | 4: Cuccovillo 2: Mirarchi 1: Innocenzi, Pappacena, Parisi, Reynolds |

| Arbitri: | Massimo Calabrò Antonio Pascucci |

|                                                                          |           |                                                                                            |
| Đ. Filipović: 5 M. Luongo: 4 Bini: 3 M. Lapenna: 2 B. Ivović, Sadovyy: 1 | Marcatori | 2: Cannella, Colosimo, Samuels 1: Africano, A. Calcaterra, Di Rocco, Maddaluno, Vittorioso |

| Arbitri: | Fabio Collantoni Raffaele Colombo |

|                                     |           |                                                                       |
| E. Di Somma: 3 De Trane, Deserti: 2 | Marcatori | 3: A. Calcaterra 2: Colosimo, Vittorioso 1: Africano, Gianni, Samuels |

| Arbitri: | Fabio Brasiliano Alberto Rovida |

|                                                               |           | |
| A. Calcaterra, Cannella: 4 Samuels: 3 Vittorioso: 2 Gianni: 1 | Marcatori | 4: Brguljan 3: G. Mattiello 2: Baraldi, Di Costanzo, Esposito 1: Borrelli, Campopiano, Migliaccio, Velotto |

| Arbitri: | Luca Bianco Antonio Pascucci |

|                                                                       |           |                                                                                    |
| Colombo: 3 Damonte, G. Fiorentini, Mistrangelo: 2 Alesiani, Giunta: 1 | Marcatori | 3: A. Calcaterra 2: Colosimo, Di Rocco, Samuels, Vittorioso 1: Leporale, Maddaluno |

### Coppa Italia

#### Prima fase
Due gruppi da quattro squadre ciascuno. La Lazio è inclusa nel gruppo A.
| Arbitri: | Fabio Brasiliano Gianluca Centineo |

|                                                                                          |           |                                                           |
| A. Calcaterra, Di Rocco: 4 Gianni: 3 Africano, Leporale: 2 Cannella, Mele, Vittorioso: 1 | Marcatori | 2: Gambacorta, Panerai 1: AcostM. a, E. Calcaterra, Gobbi |

| Ostia 28 settembre 2014, ore 10:30 CET 2ª partita | Acquachiara | 15 – 11 (3 – 4, 4 – 2, 3 – 4, 5 – 1) referto                           | Lazio | C.F. Polo Natatorio |
| \| \| \| \| \| S. Luongo, Petković: 6 M. Gitto, Lanzoni, ScottG. i: 1 \| Marcatori \| 3: Di Rocco, Vittorioso 2: A. Calcaterra 1: Africano, Cannella, Gianni \| |             |                                                                        |       |                     |
| |             |                                                                        |       |                     |
| S. Luongo, Petković: 6 M. Gitto, Lanzoni, ScottG. i: 1 | Marcatori   | 3: Di Rocco, Vittorioso 2: A. Calcaterra 1: Africano, Cannella, Gianni |       |                     |

| Arbitri: | Fabio Brasiliano Marco Piano |

|                                                                       |           |                                              |
| Cannella: 4 A. Calcaterra, Vittorioso: 3 Africano, Colosimo, Sacco: 1 | Marcatori | 3: Murro 1: Cuccovillo, Innocenzi, Pappacena |

#### Seconda fase
Due gruppi da quattro squadre ciascuno. La Lazio è qualificata dalla prima fase e inquadrata nel gruppo C.
| Arbitri: | Daniele Bianco Marco Ercoli |

|                                                        |           |                                                                        |
| M. Luongo: 4 Bini: 3 Đ. Filipović, Razzi: 2 Sadovyy: 1 | Marcatori | 3: A. Calcaterra 2: Cannella, Di Rocco, Vittorioso 1: Africano, Gianni |

| Arbitri: | Gianluca Centineo Marco Ercoli |

|                                      |           | |
| Vittorioso: 3 Samuels: 2 Leporale: 1 | Marcatori | 4: Figlioli, Prlainović 2: F. Di Fulvio, Fondelli, Giacoppo, A. Ivović, F. Lapenna 1: Bassani, N. Gitto |

| Arbitri: | Daniele Bianco Massimo Calabrò |

|                                                               |           |                                                                                |
| Mistrangelo: 3 Alesiani, Damonte: 2 G. Fiorentini, Pesenti: 1 | Marcatori | 6: Samuels 2: Cannella, Gianni, Maddaluno 1: Africano, Mele, Sacco, Vittorioso |

## Statistiche

### Statistiche di squadra
| Competizione | Punti | In casa | In casa | In casa | In casa | In casa | In casa | In trasferta | In trasferta | In trasferta | In trasferta | In trasferta | In trasferta | Neutro | Neutro | Neutro | Neutro | Neutro | Neutro | Totale | Totale | Totale | Totale | Totale | Totale | DR  |
| Competizione | Punti | G       | V       | N       | P       | Gf      | Gs      | G            | V            | N            | P            | Gf           | Gs           | G      | V      | N      | P      | Gf     | Gs     | G      | V      | N      | P      | Gf     | Gs     | DR  |
| ------------ | ----- | ------- | ------- | ------- | ------- | ------- | ------- | ------------ | ------------ | ------------ | ------------ | ------------ | ------------ | ------ | ------ | ------ | ------ | ------ | ------ | ------ | ------ | ------ | ------ | ------ | ------ | --- |
| Serie A1     | 22    | 11      | 2       | 1       | 8       | 121     | 137     | 11           | 5            | 0            | 6            | 103          | 131          | 0      | 0      | 0      | 0      | 0      | 0      | 22     | 7      | 1      | 14     | 224    | 268    | -44 |
| Coppa Italia | -     | 3       | 1       | 0       | 2       | 33      | 41      | 0            | 0            | 0            | 0            | 0            | 0            | 3      | 2      | 0      | 1      | 42     | 28     | 6      | 3      | 0      | 3      | 75     | 69     | +6  |
| Totale       | -     | 14      | 3       | 1       | 10      | 154     | 178     | 11           | 5            | 0            | 6            | 103          | 131          | 3      | 2      | 0      | 1      | 42     | 28     | 28     | 10     | 1      | 17     | 299    | 337    | -38 |

### Classifica marcatori
| Tot. | Giocatore             | A1 | CI |
| ---- | --------------------- | -- | -- |
| 59   | Antonio Vittorioso    | 46 | 13 |
| 51   | Joshua Samuels        | 43 | 8  |
| 43   | Alessandro Calcaterra | 31 | 12 |
| 34   | Giacomo Cannella      | 24 | 10 |
| 24   | Luca Di Rocco         | 15 | 9  |
| 21   | Giacomo Gianni        | 14 | 7  |
| 19   | Matteo Leporale       | 16 | 3  |
| 15   | Raffaele Maddaluno    | 13 | 2  |
| 14   | Federico Colosimo     | 13 | 1  |
| 14   | Roberto Africano      | 8  | 6  |
| 3    | Alessandro Mele       | 1  | 2  |
| 2    | Ludovico Sacco        | 0  | 2  |